# Mauritaanse Volkspartij
De Mauritaanse Volkspartij (Arabisch: حزب الشعب الموريتاني, Ḥizb aš-šaʿb al-mūrītānī; Frans: Parti du peuple mauritanien) was een politieke partij in Mauritanië die van 1961 tot 1978 de enige toegestane partij van het land was.
Kort nadat Mauritanië zijn onafhankelijkheid van Frankrijk had verkregen, werd op last van president Moktar Ould Daddah een federatie van politieke partijen gevormd. De volgende partijen maakten deel uit van de federatie:
- Mauritaanse Hergroeperingspartij (Parti de regroupement mauritanien)[2]
- Associatie van de Jonge Mauritaniërs (Association de la jeunesse mauritanienne)
- Partij van de Nationale Wedergeboorte (Parti de la renaissance nationale)
- Mauritaanse Nationale Unie (Union nationale mauritanienne)
- Socialistische Unie van Mauritaanse Moslims (Union socialiste des musulmans mauritaniens)

In december 1961 de partijenfederatie omgevormd tot een eenheidspartij onder de naam Parti du peuple mauritanien (PPM) en verbood Daddah alle andere politieke partijen in het land. Tot de staatsgreep van kolonel Mustafa Ould Salek in juli 1978 bleef de eenpartijstaat gehandhaafd. Alle beslissingen, of die nu het landsbestuur of de partij aangingen, werden genomen binnen het Nationale Politieke Bureau (Bureau politique national) van de PPM.
Ideologisch was de partij nationalistisch, islamitisch socialistisch en beïnvloed door het panafrikanisme. President Daddah voerde in de jaren '70 een socialistisch economisch beleid en nationaliseerde een deel van de particuliere sector.

## Verwijzingen
1. ↑  A.G. Pazzanita: Historical Dictionary of Mauritania, Scarecrow Press U.S.A. 20083, p. xxxi
2. ↑  De partij van Daddah.
3. ↑  Red. Winkler Prins: Winkler Prins Encyclopedisch Jaarboek 1979, Elsevier A'dam / Brussel 1979, p. 183
4. ↑  A.G. Pazzanita: Historical Dictionary of Mauritania, Scarecrow Press U.S.A. 20083, p. 395
5. ↑  Red. Winkler Prins: Winkler Prins Encyclopedisch Jaarboek 1972, Elsevier A'dam / Brussel 1972, p. 226